# ツォフィンゲン
ツォフィンゲン（独: Zofingen）は、スイスのアールガウ州、ツォフィンゲン郡に属す都市で、同郡の中心地。1201年にフローブルク伯によって築かれ、現在も市街は城壁に覆われている。フランス名はゾファンギュー（Zofingue）。

## 地理

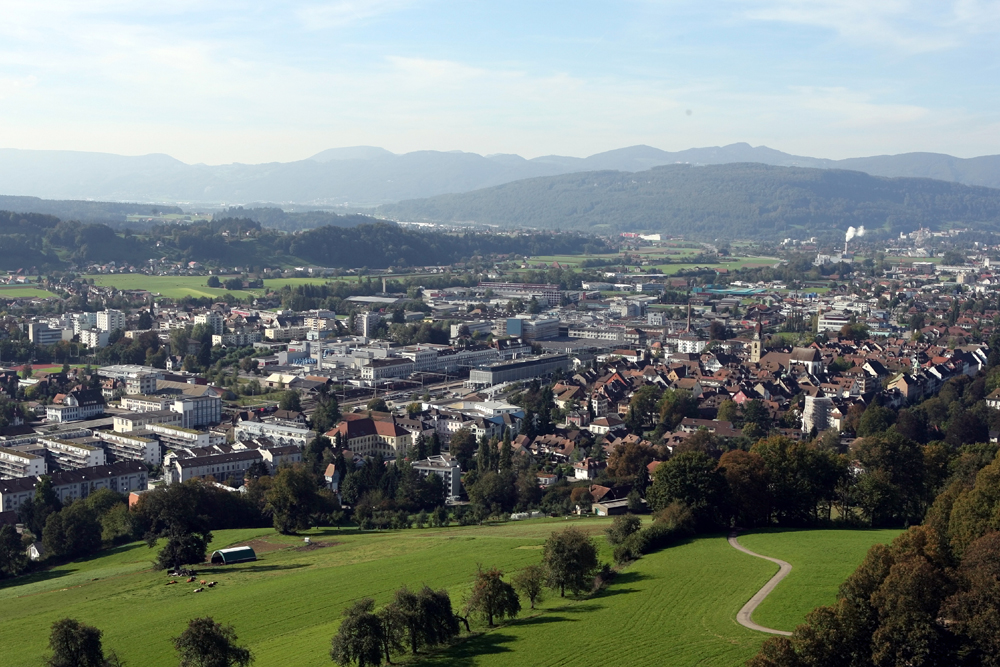
ツォフィンゲン

2009年時点の総面積は11.09平方km（4.3平方マイル）で、そのうち18.8%にあたる2.08平方キロが農地、47.3%にあたる3.67平方キロが森である。残りの33.1%（3.67平方キロ）を建物や道路が占め、河川や湖沼といった水域は全体の0.6%である。「建物や道路」のうち、商業地が総面積の4.6%を、住宅地が17.7%を、交通インフラが7.0%を、公園や緑地帯、運動場が3.1%をそれぞれ占める。また、森林のうち、原生林が総面積の46.0%を、果樹園が残りの1.4%を占める。さらに、農地は総面積の4.3%が畑、12.2%が牧草地、2.3%が果樹園やワイン園である。水域はすべて河川によるものである。
2014年1月1日にユルクハイムを編入予定。

## 人口
2009年12月時点の人口は1万623人。2009年6月時点では人口の15.8%を外国人が占めた。1997年から2007年の10年間で14.7%増加した。2000年の時点では、総人口の88.9%がドイツ語を、3.4%がイタリア語を、1.4%がポルトガル語をそれぞれ母語としていた。
ツォフィンゲンの年齢別人口構成
| 年齢     | 人数と割合      |
| -------- | --------------- |
| 0歳代    | 895人（8.4%）   |
| 10歳代   | 1010人（9.5%）  |
| 20歳代   | 1525人（14.3%） |
| 30歳代   | 1607人（15.0%） |
| 40歳代   | 1678人（15.7%） |
| 50歳代   | 1381人（12.9%） |
| 60歳代   | 1095人（10.2%） |
| 70歳代   | 894人（8.4%）   |
| 80歳代   | 509人（4.8%）   |
| 90歳以上 | 93人（0.9%）    |

ツォフィンゲンの人口推移
| 年度 | 人口  |
| ---- | ----- |
| 1975 | 8,887 |
| 1980 | 8,758 |
| 1990 | 8,653 |
| 2000 | 8,675 |

## 住宅
住民一人あたりのリビング数は0.52部屋で、州平均の0.57部屋に比べるとやや少ない。ここでの「リビング」とは、広さ4平方メートル以上の寝室、ダイニング、居間、キッチン、地下室、屋根裏部屋のことである。総世帯数の37.6%は持ち家だが、住宅ローンやレンタル家具契約を結んでいる場合もある。
2000年の時点で単身、2人世帯が554軒、3人、4人世帯が2318軒、5人以上の世帯が1338軒ある。総世帯数は4328軒で、1世帯あたりの平均構成人数は2.1人。2008年には、総世帯数5269軒のうち25.0%にあたる1318軒が戸建て住宅であった。アパートの空室率は1.0%であった。
ツォフィンゲンのアパートの月極家賃は2003年の時点で国内平均の95.3%にあたる平均1063.57スイスフラン（CHF）。ワンルームでは平均592.19CHF、2部屋では平均787.80CHF、3部屋では平均937.35CHF、6部屋以上は平均1694.74CHFであった。

## 行政
2007年の総選挙で国民党（SVP）が27.78%を得票し、第一党の座に就いた。以降、社会民主党（SP 23.15%）、自由民主党（FDP 17.17%）、緑の党（9.73%）と続く。投票総数は3746票で、投票率は48.7%であった。

### 市長
| 任期      | 氏名                         | 所属政党 |
| --------- | ---------------------------- | -------- |
| 1914–1930 | ハンス・ズテル               | FDP      |
| 1930–1947 | ハンス・ベルツヒー           | FDP      |
| 1948–1953 | アドルフ・レルフ             | FDP      |
| 1954–1973 | ヴァルター・レベル           | FDP      |
| 1974–1992 | ヴィリー・ロレタン           | FDP      |
| 1992–2006 | ウルス・ロッヒャー           | FDP      |
| 2006-     | ハンス＝リディ・ホティゲール | 無所属   |

## 歴史遺産
計10箇所の建造物や遺跡が国の重要遺産に指定されている。そのうち最も古いのは、ヒルツェベルクにあるモザイク床が特徴のローマ時代の農家屋である。その他の指定物件は以下の通り。
| 件名           | 所在地                       |
| -------------- | ---------------------------- |
| 旧武器庫       | ゲネラル＝グイサン通り12番地 |
| 旧検疫所       | アールブルゲル通り21番地     |
| 公立校舎       | ゲネラル＝グイサン通り14番地 |
| 博物館         | ゲネラル＝グイサン通り18番地 |
| 都市図書館     | ヒンテーレ中央通り20番地     |
| ハイテルン広場 | クレステルリ通り2番地        |
| 市庁舎         | ラトス通り4番地              |
| 酪農場         | ヒンテーレ中央通り9番地      |
| 酪農場         | ヒンテーレ中央通り14番地     |

また、ツォフィンゲンの街自体も国の遺産に指定されている。

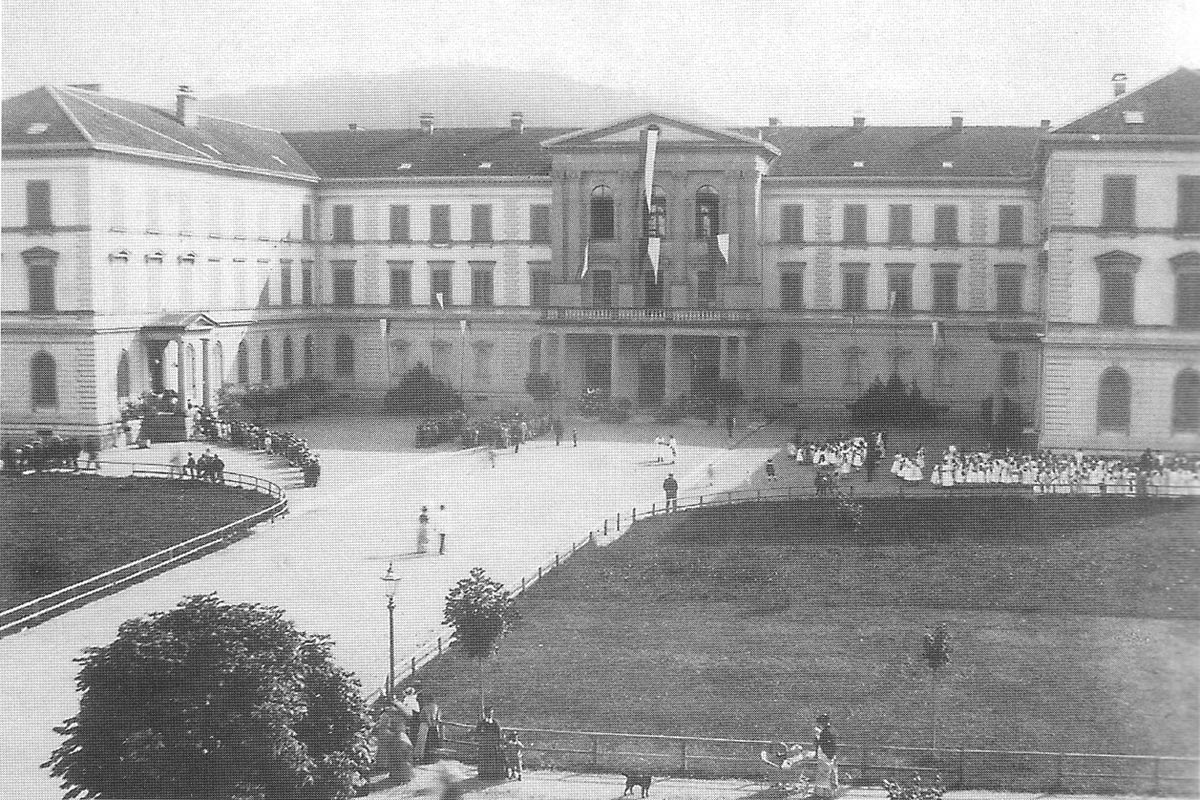
1890年の公立校舎
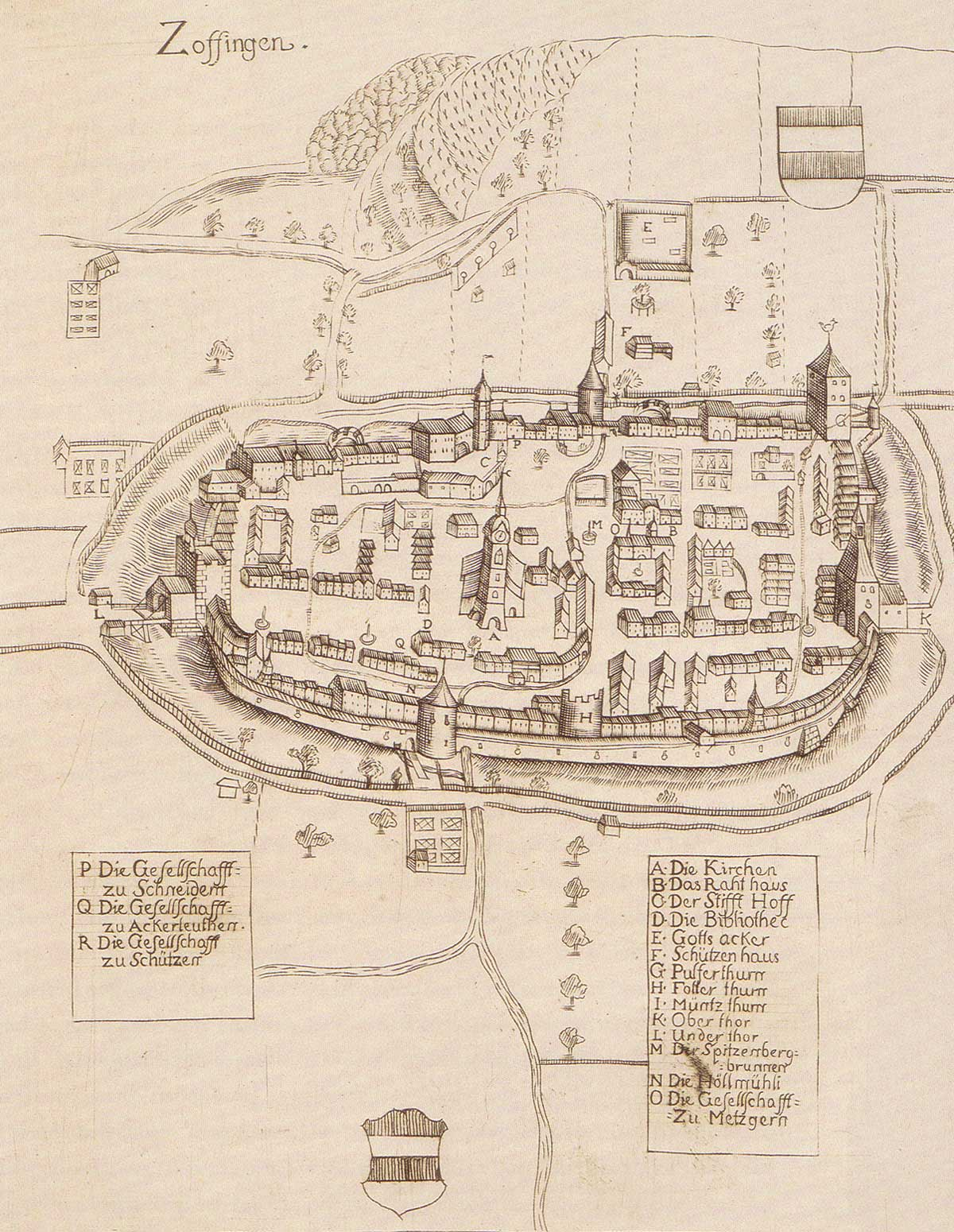
1715年のツォフィンゲン。城壁に覆われ市街はコンパクトにまとまっている

## 経済

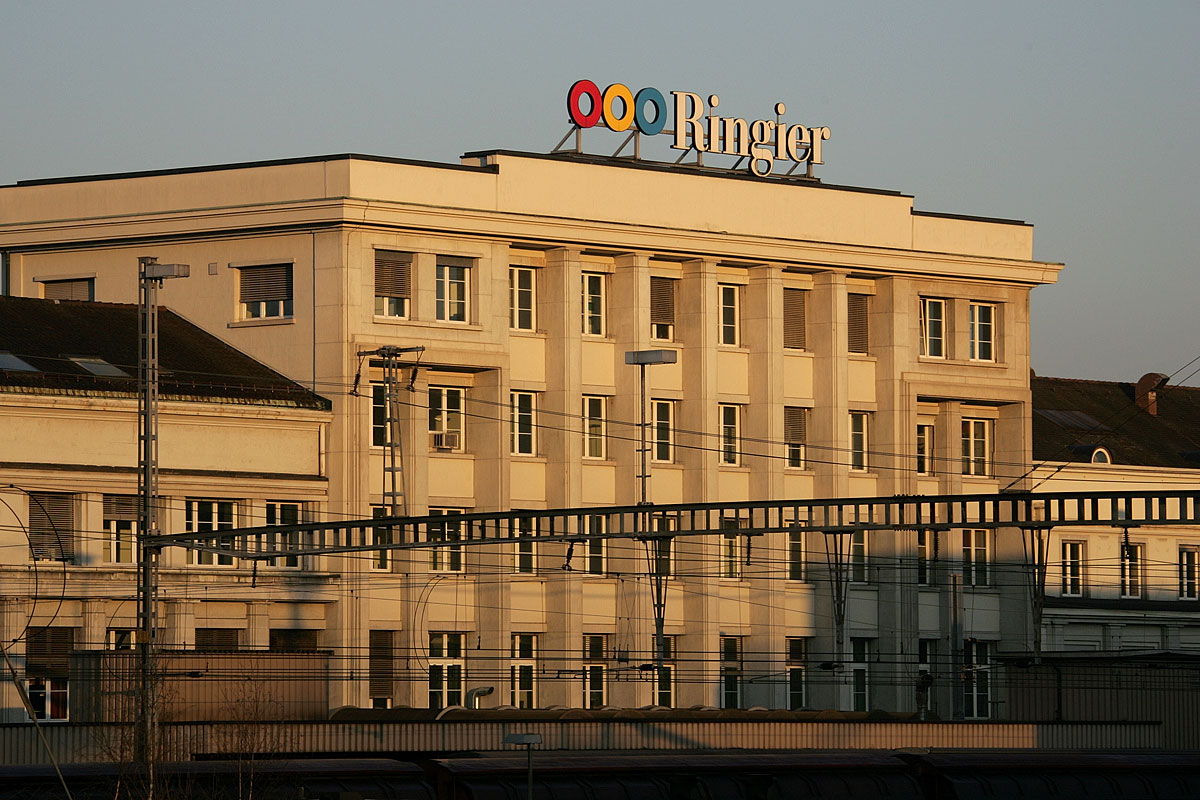
リンギエールAG本社

大手メディアのリンギエールAG、医薬品のジークフリート、印刷加工システムのミュラー・マルティニなどがツォフィンゲンに本社を置く。2007年の失業率は3.19%。2005年の時点でツォフィンゲンでは108人が第一次産業に従事し、33の事業所が置かれている。また、第二次産業には4236人が従事し、121の事業所が置かれており、第三次産業には4514人が従事し、565の事業所が置かれている。自治体域内で暮らしながら働く人は2000年の時点で4377人。そのうち53.7%にあたる2352人が自治体の外側で働く一方、6538人がこの自治体に通勤している。週最低6時間の勤め口が8563ある。労働者の14.2%が通勤に公共交通機関を利用する一方、45.3%はマイカーを使う。

## 宗教
2000年の国勢調査によると、総人口の30.5%にあたる2879人がローマ・カトリックを信仰し、49.4%にあたる4659人がスイス改革教会に属している。

## 教育
スイス国民は総じてよく教育を受けている。ツォフィンゲンに住む25歳から64歳の住民のうち、76.2%が義務教育ではない高等学校教育や大学教育を受けている。住民の619人が初等学校に、255人が中等学校に、378人が大学レベルの教育機関に通っている。
図書館はツォフィンゲン公立図書館とツォフィンゲン教育センターの2館がある。

## 出身有名人
- エヴァ・エプリ（1925年 - ） アーティスト
- エーリッヒ・フォン・デニケン（1935年 - ） 作家
- ヨーゼフ・インバッハ（1945年 - ） 神学者